# Государственный секретарь США
Государственный секретарь США (англ. United States Secretary of State) — высшее должностное лицо федерального правительства США, возглавляет Государственный департамент — ведомство внешней политики США, основанное в 1789 году. Пост государственного секретаря США в целом аналогичен должности министра иностранных дел в большинстве других государств, однако государственный секретарь обычно имеет больший политический вес, чем просто министр иностранных дел. При этом государственный секретарь является наиболее высокопоставленным членом кабинета министров США и занимает третье место в иерархии исполнительной власти страны после президента и вице-президента США. Государственный секретарь является четвёртым по порядку замещения президентской власти лицом.
Кандидатура на должность госсекретаря назначается президентом и утверждается Сенатом.

## История
Должность, предшествующая посту государственного секретаря США, была учреждена во времена правительства, созданного на основе положений Статьей Конфедерации. В 1781 году Конгресс Конфедерации учредил Департамент иностранных дел и ввёл должность секретаря по иностранным делам. После ратификации Конституции США Первый Конгресс переучредил этот департамент, переименовав его в Государственный департамент, а должность секретаря по иностранным делам преобразовал в пост государственного секретаря.
В истории было шесть случаев, когда государственные секретари впоследствии занимали должность президента США: Томас Джефферсон, Джеймс Мэдисон, Джеймс Монро, Джон Куинси Адамс, Мартин Ван Бюрен и Джеймс Бьюкенен. Однако последний раз это было в середине XIX века. Другие же, в их числе: Генри Клей, Дэниел Уэбстер, Льюис Касс, Джон К. Кэлхун, Джон М. Клейтон, Уильям Л. Марси, Уильям Сьюард, Эдвард Эверетт, Джеремайя С. Блэк, Джеймс Блейн, Элиху Б. Уошберн, Томас Ф. Баярд, Джон Шерман, Уолтер К. Гришам, Уильям Дженнингс Брайан, Филандер Нокс, Чарльз Эванс Хьюз, Элиху Рут, Корделл Халл, Эдмунд Маски, Александр Хейг, Джон Керри, Хиллари Клинтон и Марко Рубио — также участвовали в президентских кампаниях до или после пребывания на посту государственного секретаря, но в итоге не добились успеха. Поэтому иногда должность госсекретаря рассматривается как утешительный приз для неудачливых кандидатов в президенты.

## Обязанности и ответственность
Государственный секретарь США контролирует деятельность дипломатической службой и иммиграционную политику США, а также управляет Государственным департаментом. В его компетенцию входит консультирование президента по вопросам внешней политики, включая назначение, увольнение и отзыв дипломатических представителей. Кроме того, государственный секретарь вправе вести переговоры, толковать и расторгать международные договоры, связанные с внешней политикой. Он также может представлять Соединённые Штаты на международных конференциях, в организациях и учреждениях. Государственный секретарь информирует Конгресс и общественность о внешнеполитическом курсе США и обеспечивает защиту интересов американских граждан за рубежом, включая оформление паспортов и консульскую поддержку.
У государственного секретаря также есть обязанности связанные со внутренней политикой страны. Однако, большинство таких задач Государственного департамента к концу XIX века были постепенно переданы другим ведомствам в рамках административных реформ и реструктуризаций. Среди оставшихся — хранение Большой печати США, выполнение протокольных обязанностей для Белого дома, а также подготовка некоторых прокламаций. Государственный секретарь также ведёт переговоры с отдельными штатами по вопросам экстрадиции беглых преступников в иностранные государства. Согласно федеральному законодательству, отставка президента или вице-президента считается действительной только при условии, что она оформлена письменно в документе, переданном в офис Государственного секретаря.